# Cologne (Lombardia)
Cologne (lombardul: Culògne) település Olaszországban, Lombardia régióban, Brescia megyében. Lakosainak száma 7581 fő (2023. január 1.). Cologne Coccaglio, Erbusco, Palazzolo sull’Oglio és Chiari községekkel határos.

## Népesség
A település lakossága az elmúlt években az alábbi módon változott:
| Lakosok száma | 7609 | 7534 | 7581 |
|               | 2017 | 2018 | 2023 |